# Morokia viridiaenea
Morokia viridiaenea är en skalbaggsart som beskrevs av Moser 1907. Morokia viridiaenea ingår i släktet Morokia och familjen Cetoniidae. Inga underarter finns listade i Catalogue of Life.